# Галактична туманність

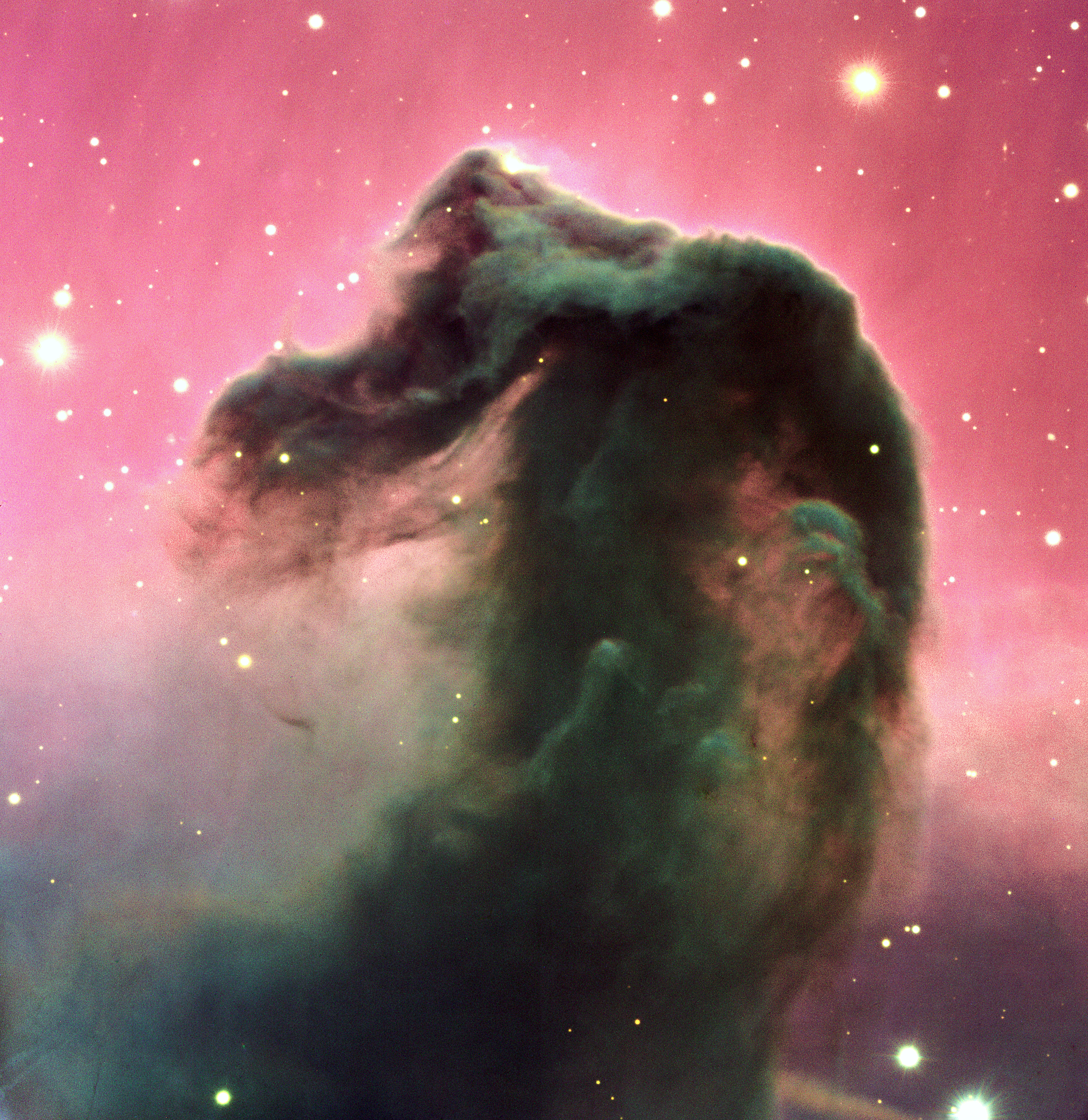
Темна туманність Кінська Голова на фоні яскравої туманності IC 434

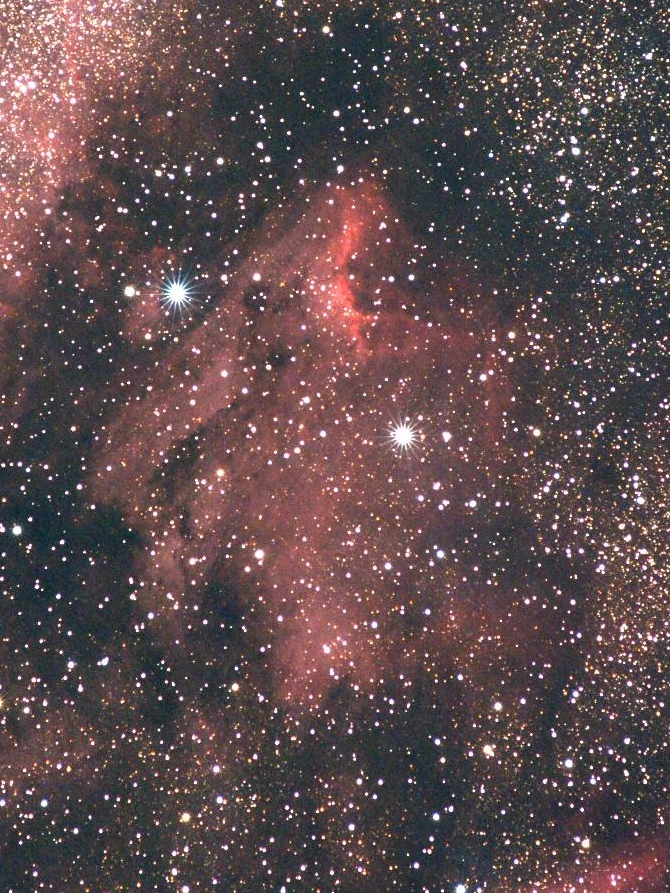
Туманність Пелікан

Галакти́чна тума́нність — внутрішньогалактична хмара розріджених газів та пилу.

## Різновиди туманностей
Дифузні туманності — величезні за розмірами (10-100 пк), досить щільні (10-100 частинок в 1 см3), неправильної форми. З ними пов'язують утворення зір. Дифузні туманності бувають світлими й темними:
- Темні — видимі завдяки поглинанню ними світла від більш далеких об'єктів (наприклад, глобули Бока)
- Світлі — розташовані біля яскравих зір, світло яких відбивають.

Комплексні туманності правильної форми утворюються зі скинутих оболонок зір, поділяють на волокнисті й планетарні:
- Волокнисті туманності — залишки наднових;
- Планетарні — туманності округлої форми, які мають вигляд слабких кілець або дисків.

## Позначення туманностей
Для багатьох туманностей прижилися назви, пов'язані з їхнім виглядом (Котяче Око, Вугільний Мішок), розташуванням на небесній сфері (туманність Кіля, туманність Оріона), ім'ям першовідкривача чи дослідника (змінна туманність Гайнда, змінна туманність Габбла).
Часто туманності позначають за номерами в каталогах, насамперед у каталозі Мессьє (M) та Новому загальному каталозі (NGC). Так, туманність Оріона має позначення М42 та NGC 1976. Каталог Мессьє містить 110 яскравих об'єктів, відомих ще в 18 столітті, а Новий загальний каталог — 7840 об'єктів, каталогізованих століттям пізніше. Втім, обидва вони містять не лише галактичні туманності. Існують і спеціалізовані каталоги галактичних туманностей, такі як каталог темних туманностей Барнарда чи каталог яскравих туманностей Ліндса.